# Franz Huber (Pädagoge)
Franz Huber (* 8. März 1887 in Reichau, Landkreis Unterallgäu; † 14. Oktober 1979 in München) war Lehrerbildner und zwischen 1930 und 1960 Landschulpädagoge. Am Schulhaus Reichau ist eine Gedenktafel angebracht. Auf seine Initiative wurde in den 1930er-Jahren das Landschulpraktikum für Lehrerstudenten eingeführt.

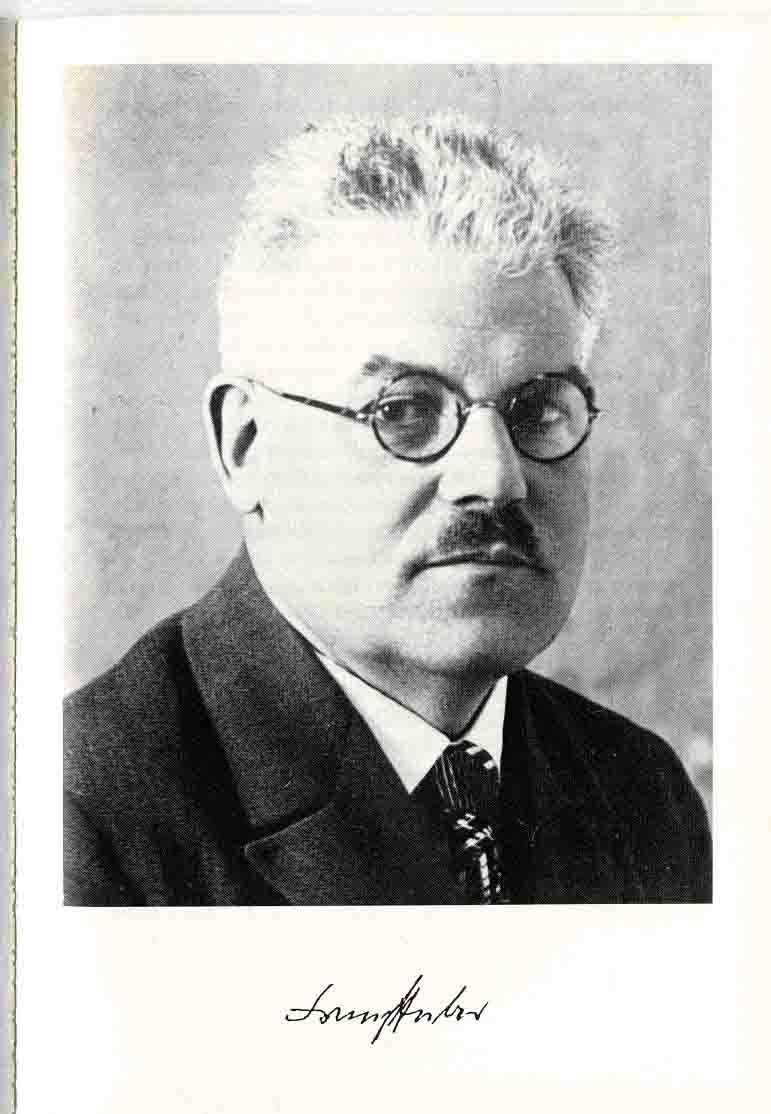
Franz Huber, ca. 1936

## Leben und Familie
Franz Huber entstammte einer alten Lehrerfamilie. Sein Großvater und sein Vater sowie fünf seiner Brüder waren Lehrer. Im Dorf Dietershofen, Kreis Illertissen, verbrachte er seine frühen Kindesjahre. Er besuchte dort sieben Jahre lang die einklassige Dorfschule. Früh schon half er seinem Vater als Ordner die zeitweise über 100 Schülerinnen und Schüler zu unterrichten. Nebenbei leistete er Ministrantendienst in der Dorfkirche. In dieser Zeit wurde er für sein Leben christlich katholisch geprägt.
Franz Huber heiratete im Jahr 1923 die Waaler Arzttochter Anna Schnatterer. Das Paar hatte 1926 und 1929 zwei Kinder: Anneliese, später Fremdsprachensekretärin, und Franz Reinhold, später Diplom-Ingenieur. Die Familie lebte in Lauingen, in München-Pasing und das Ehepaar nach Verehelichung der Kinder im Münchener Seniorenheim Luise Kiesselbach, wo Huber familienhistorische Forschung betrieb und auch als Heimbeiratsvorsitzender tätig war.

## Berufliche Laufbahn
Von 1900 bis 1903 besuchte Franz Huber die Präparandenschule Oberdorf (heute Stadt Marktoberdorf), Landkreis Ostallgäu. Diese wurde bald mit der gleichnamigen Anstalt in Lauingen zu einer fünfklassigen Lehrerbildungsanstalt vereinigt, die Huber noch zwei weitere Jahre besuchte. Ab 1905 reifte dem Hilfslehrer an verschiedenen Landschulen bald der Entschluss, seine Lebensaufgabe in der Didaktik, also in der Ausbildung von Lehrern zu suchen.
So ging er im September 1909 auf seine Bewerbung hin als Seminarhilfslehrer an die Lehrerbildungsanstalt Amberg. Wenig später ernannte ihn die vorgesetzte Behörde zum Königlichen Seminarassistenten und bereits im Oktober 1910 zum Kgl. Präparandenlehrer.
Als Voraussetzung für eine reguläre Anstellung im höheren Dienst an einer Lehrerbildungsanstalt musste Franz Huber noch ein Universitätsstudium absolvieren, das er 1913 in München antrat. Nach Kriegsbeginn machte Huber einen Kurs als Krankenpfleger – für den Infanteriedienst hatte seine Sehkraft nicht ausgereicht – und half ab 1915 als Sanitäter in einem Typhuslazarett. Trotz seiner Behinderung wurde er 1916 zur Artillerie eingezogen und diente zuletzt als Vizefeldwebel und Offiziersaspirant. Ausgezeichnet wurde er mit dem Verdienstkreuz für freiwillige Krankenhilfe, dem Eisernen Kreuz, dem Ehrenkreuz für Frontkämpfer und dem Verwundetenabzeichen. Als Leutnant der Landwehr aus dem Feld zurückgekehrt, schloss er sein Universitätsstudium ab, nach weiteren für Kriegsteilnehmer verkürzten drei Semestern.

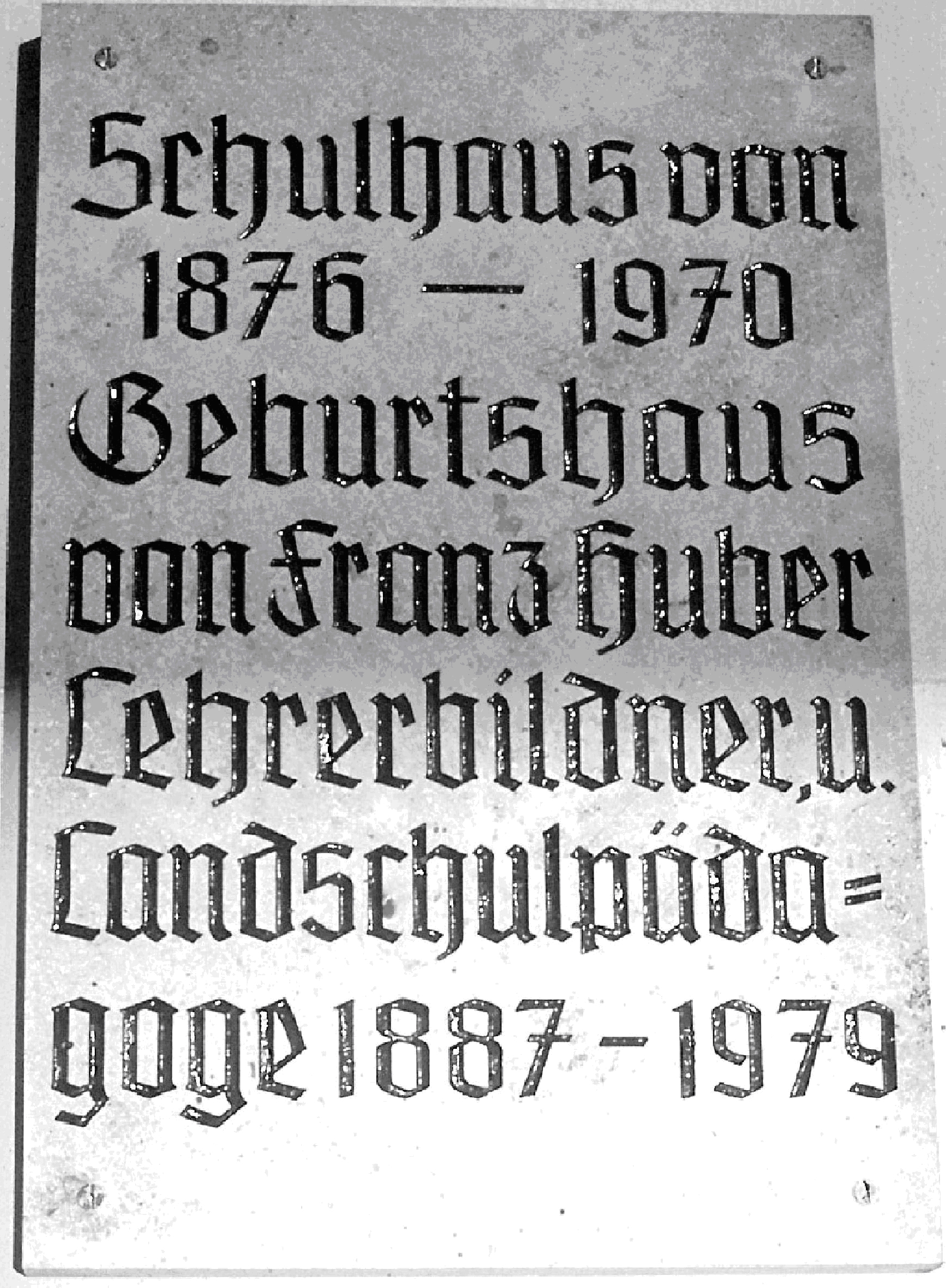
Gedenktafel am alten Schulhaus

Vom Februar 1919 an war Franz Huber an der Lehrerbildungsanstalt Lauingen tätig, zuletzt als Studienrat. 1935 berief ihn die damalige Hochschule für Lehrerbildung Pasing, die spätere Lehrerbildungsanstalt München-Pasing. Dort war er mit dem Aufbau einer umfassenden Bibliothek betraut und lehrte als Dozent, danach als Oberstudienrat und Professor mit Schwerpunkt Didaktik (allgemeine Unterrichtslehre) und Landschulpädagogik.
Als erfolgreiche Neuerung führte Franz Huber in dieser Zeit das „bauernkundliche Ferienpraktikum“ ein, das spätere Landschulpraktikum der Lehrerstudenten, das er weiträumig selbst nach seinem Motto betreute „Aus der Praxis für die Praxis“. Fachvorträge zur Lehrerbildung hielt er auch in den klösterlichen Lehrerinnenseminaren Ursberg, Wettenhausen und Kaufbeuren.
Von 1925 bis 1933 wirkte er ehrenamtlich als Stadtrat und Vertreter des Beamtenbundes. Huber war zum 1. Mai 1933 in die NSDAP eingetreten (Mitgliedsnummer 2.249.086), in der er 1933/35 als Ortsschulungsleiter amtierte. Als höherer Beamter und infolge einer Denunziation wurde er vom amerikanischen Counter Intelligence Corps am 19. November 1945 in „automatischen Arrest“ genommen und verbrachte acht Monate im Internierungslager Garmisch in der früheren Jägerkaserne. Seine Familie verlor währenddessen ihre Wohnung und musste in ein Notquartier umziehen.
Als „Mitläufer“ rehabilitiert unterrichtete er, aus dem aktiven Dienst altersbedingt ausgeschieden, als Lehrbeauftragter von 1952 bis 1957 an den Lehrerbildungsanstalten in München-Pasing und in Freising, hielt aber bis in die Sechzigerjahre hinein noch Einzelfachvorträge. Anschließend widmete er sich bis etwa 1975 seiner fachschriftstellerischen Tätigkeit und betreute noch 1972 die 11. Auflage seiner „Allgemeinen Unterrichtslehre“.

## Werke
- Die wenig gegliederte und ungeteilte Schule. Verl. Bayer. Lehrer., München 1931
- Lauingens städtische Verfassung im Wandel der  Jahrhunderte. Altertumsverein Lauingen 1933
- Bauerntum und Bauernbildung im neuen Reich. Oldenbourg, München 1934
- Volkhafte Schule und völkischer Ganzheitsunterricht. Diesterweg, Frankfurt 1937
- Unterrichtsführung und Unterrichtsgestaltung. Klinkhardt, Leipzig, 1941/43
- Allgemeine Unterrichtslehre. Klinkhardt, Leipzig/Bad Heilbrunn 1944
- Die Sozialenzykliken in der Volksschule. Cassianeum, Donauwörth 1949
- Lehr- und Lernhilfen für die Volksschule. Donauwörth 1949/50
- Lehr- und Lernhilfen für Landschulen. Bayerischer Schulbuch Verlag, 1949/50
- Allgemeine Unterrichtslehre im Abriss. Heilbrunn 1957/68
- Unsere Landschule. Heilbrunn 1951/53/56/61/65/69/70
- Lehr- und Lernhilfen für die Volks- und Berufsschule. Heilbrunn 1953
- Der Schulalltag in Unterrichtsbildern Heilbrunn 1951
- Der Schulalltag in Unterrichtsbildern I Unterstufe. Heilbrunn 1961/62
- Der Schulalltag in Unterrichtsbildern II Oberstufe. Heilbrunn 1962/63
- Der Schulalltag in Unterrichtsbildern III Landschule. Heilbrunn 1961/62
- Unterrichtsführung und Unterrichtsgestaltung i.d. Volksschule. Heilbrunn  1962
- Der Unterrichtsentwurf. Heilbrunn 1965/68/70
- Lesebogen zur Geschichte, Naturkunde. Erdkunde Landwirtschaftliche Berufsschule
- Die Landschule, Herausgeber Franz Huber. Heilbrunn 1970